# Mario Castellazzi
Mario Castellazzi (Finale Emilia, 9 novembre 1934 – La Spezia, 30 settembre 2018) è stato un calciatore e allenatore di calcio italiano, di ruolo attaccante.

## Carriera
Nel ruolo di ala destra, ha disputato tre campionati di Serie A con la Roma e con il Catania, totalizzando complessivamente 60 presenze e 11 reti.
È stato l'autore del primo gol con un tiro al volo all'incrocio dei pali, nella partita Catania-Inter del 4 giugno 1961, che diede origine alla celebre espressione «Clamoroso al Cibali!», pronunziata dal radiocronista Sandro Ciotti.

## Palmarès

### Giocatore

#### Competizioni nazionali
- Serie D: 1

Spezia: 1965-1966
- Coppa Ottorino Mattei: 1

Spezia: 1957-1958